# Membrana tectoria
De membrana tectoria of dekmembraan is een onderdeel van het binnenoor bij zoogdieren, waaronder de 
mens, dus  vervult een functie bij het gehoor. Het is een homogene, gelatineuze laag met veel glycoproteïnen die gaat trillen onder invloed van geluid, en die via trilhaarcellen de geluidswaarneming aan de hersenen doorgeeft.

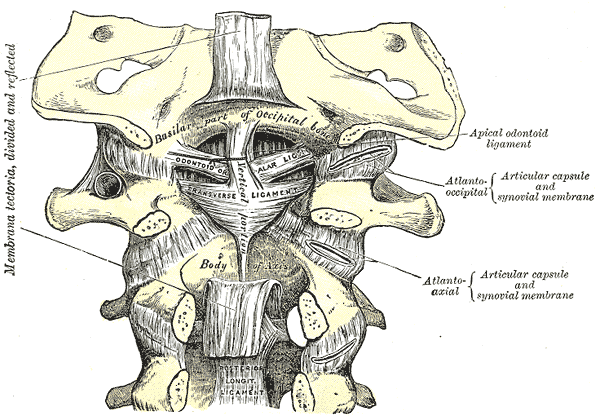
Membrana tectoria, transversaal